# Amphipholis januarii
Amphipholis januarii is een slangster uit de familie Amphiuridae.
De wetenschappelijke naam van de soort werd in 1866 gepubliceerd door Axel Vilhelm Ljungman.